# Leocrates diplognathus
Leocrates diplognathus är en ringmaskart som beskrevs av Monro 1926. Leocrates diplognathus ingår i släktet Leocrates och familjen Hesionidae. Inga underarter finns listade i Catalogue of Life.